# Révolte de Boston
Vous lisez un « bon article » labellisé en 2014.
Glorieuse Révolution
La révolte de Boston est un soulèvement populaire qui a eu lieu le 18 avril 1689 contre le gouverneur du dominion de Nouvelle-Angleterre, Edmund Andros.
Après sa nomination en 1686 à la tête du dominion de Nouvelle-Angleterre, créé l'année précédente pour unifier toutes les colonies anglaises de la région, Edmund Andros s'attira les foudres de la population locale en faisant appliquer les actes de navigation, en limitant les réunions communales et en nommant des officiers de l'armée régulière à la tête des milices coloniales. Il suscita encore la colère des colons puritains en s'affiliant ouvertement avec l'Église d'Angleterre qui était détestée par les non-conformistes de Nouvelle-Angleterre.
En novembre et décembre 1688, le roi catholique Jacques II fut déposé lors de la Glorieuse Révolution, et la nouvelle provoqua une forte agitation lorsqu'elle parvint en Amérique. Le 18 avril 1689, une foule bien organisée composée de la milice provinciale et de nombreux civils se rassembla à Boston et arrêta les fonctionnaires du dominion. Les membres de l'Église d'Angleterre, considérés par les puritains comme des sympathisants de l'administration coloniale, furent également arrêtés par les rebelles. Le soulèvement ne fit aucune victime dans un camp comme dans l'autre. À la suite de la révolte, le dominion fut dissous et les anciennes autorités coloniales reprirent leurs fonctions.

## Contexte
Au début des années 1680, le roi Charles II d'Angleterre avait pris des mesures pour réorganiser les colonies de Nouvelle-Angleterre. La charte de la colonie de la baie du Massachusetts fut révoquée en 1684 après que ses dirigeants puritains eurent refusé d'appliquer les demandes de réformes. En effet, Charles II souhaitait rationaliser l'administration des petites colonies et les placer plus directement sous le contrôle du pouvoir royal. Il mourut en 1685 et son successeur, le catholique Jacques II, poursuivit ce processus qui déboucha sur la création du dominion de Nouvelle-Angleterre.
En 1686, l'ancien gouverneur de la province de New York, Edmund Andros, fut nommé au poste de gouverneur du dominion. Ce dernier était composé des territoires des colonies de la baie du Massachusetts, du Connecticut, du New Hampshire et de Rhode Island. En 1688, sa juridiction fut étendue pour inclure New York et le New Jersey.
Le pouvoir d'Andros le rendait particulièrement impopulaire en Nouvelle-Angleterre. Il méprisait la représentation locale, niait la validité des titres fonciers dans le Massachusetts (qui dépendaient de l'ancienne charte), limitait les réunions communales et promouvait activement l'Église d'Angleterre dans des régions largement puritaines. Il fit également appliquer les actes de navigation, qui menaçaient le commerce en limitant l'emploi de navires étrangers pour le transport de marchandises.
Dans le même temps, Jacques II devenait de plus en plus impopulaire en Angleterre. Le roi perdit le soutien des tories, qui lui étaient pourtant favorables, en essayant de suspendre les lois discriminant les catholiques et les hérétiques, et en délivrant en 1687 la Déclaration d'Indulgence établissant la liberté de religion, une décision à laquelle s'opposait la hiérarchie de l'Église anglicane. Il accrut les pouvoirs de l'armée régulière et plaça des catholiques à des postes militaires importants, ce qui fut considéré par les parlementaires comme une menace envers leur autorité,. Jacques II essaya également d'abroger le Test Act qui imposait aux fonctionnaires d'être anglicans. Après la naissance de son fils et héritier présomptif, Jacques François Stuart, en juin 1688, certains whigs et tories mirent leurs différences de côté et conspirèrent pour remplacer Jacques II par son gendre, le protestant Guillaume d'Orange. Le prince hollandais, qui avait tenté en vain de faire changer d'avis le roi anglais, accepta de mener une invasion. La Glorieuse Révolution qui eut lieu en novembre et en décembre 1688 plaça Guillaume et son épouse Marie sur le trône d'Angleterre.
Les dirigeants religieux du Massachusetts, menés par Cotton et Increase Mather, étaient opposés au pouvoir d'Andros. Ils tentèrent dès lors d'influencer la cour à Londres. Après que le roi Jacques II eut promulgué la Déclaration d'Indulgence, Increase Mather envoya une lettre de remerciement au roi et suggéra aux autres pasteurs du Massachusetts de faire de même pour obtenir une plus grande influence. Dix pasteurs acceptèrent, et ils décidèrent d'envoyer Increase Mather en Angleterre pour appuyer leur cause contre Andros. Malgré les nombreuses tentatives du ministre du dominion, Edward Randolph (en), pour l'arrêter (y compris avec des poursuites pénales), Mather parvint à monter clandestinement à bord d'un navire à destination de l'Angleterre en avril 1688. Il fut reçu, avec d'autres représentants, par le roi qui promit en octobre 1688 que les inquiétudes de la colonie seraient résolues. Les événements de la révolution mirent néanmoins un terme à ses efforts.

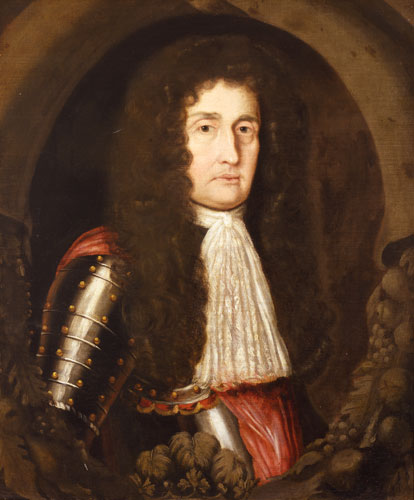
Portrait d'Edmund Andros par Mary Beale.

Les représentants du Massachusetts présentèrent alors leurs requêtes au nouveau souverain et aux Lords of Trade (prédécesseurs du Board of Trade qui supervisait les affaires coloniales) pour obtenir la restauration de la charte du Massachusetts. Mather convainquit également les Lords of Trades ne pas signaler la révolution à Andros. Il avait déjà envoyé une lettre (préparée avant la révolution) à l'ancien gouverneur colonial Simon Bradstreet, annonçant que l'annulation de la charte du Massachusetts avait été déclarée illégale et que les magistrats devaient « préparer les esprits du peuple à un changement ». Les rumeurs de la révolution étaient apparemment parvenues à certains habitants de Boston avant l'arrivée des nouvelles officielles. John Nelson (en), un marchand de Boston qui joua un rôle important dans le soulèvement, évoqua les événements dans une lettre datant de la fin du mois de mars 1689 et celle-ci entraîna un rassemblement des leaders politiques et religieux du Massachusetts opposés à Andros.
Andros fut averti pour la première fois d'une révolte imminente, alors qu'il menait une expédition pour fortifier Pemaquid (aujourd'hui Bristol dans l'État du Maine) contre les attaques françaises et amérindiennes. Au début du mois du janvier 1688/1689, il reçut une lettre de Jacques II décrivant les préparatifs militaires hollandais. Le 10 janvier, il délivra une proclamation avertissant d'une possible agitation des protestants et interdisant un soulèvement contre le dominion. La force militaire qu'il menait dans le Maine était composée de soldats britanniques de l'armée régulière et de miliciens du Massachusetts et du Maine. Les compagnies de milice étaient commandées par des officiers réguliers qui imposaient une sévère discipline et qui étaient par conséquent détestés de leurs hommes. Alerté par les rassemblements à Boston et après avoir reçu les premiers rapports non officiels concernant la révolution, Andros retourna à Boston vers le milieu du mois de mars,. Après avoir entendu des rumeurs selon lesquelles Andros les avaient emmenés dans le Maine dans le cadre d'un « complot papiste », des miliciens se mutinèrent et ceux du Massachusetts commencèrent à rentrer chez eux. Lorsqu'une proclamation annonçant la révolution arriva à Boston au début du mois d'avril, Andros fit arrêter le messager mais l'information se répandit rapidement. Le 16 avril, Andros écrivit au commandant de Pemaquid qu'« il y a une agitation générale parmi le peuple, une grande attente de leur ancienne charte » mais dans le même temps, il se prépara à faire arrêter les déserteurs et à les renvoyer dans le Maine. La menace des arrestations par leur propre milice coloniale accrut les tensions entre les habitants de Boston et l'administration du dominion.

## Soulèvement

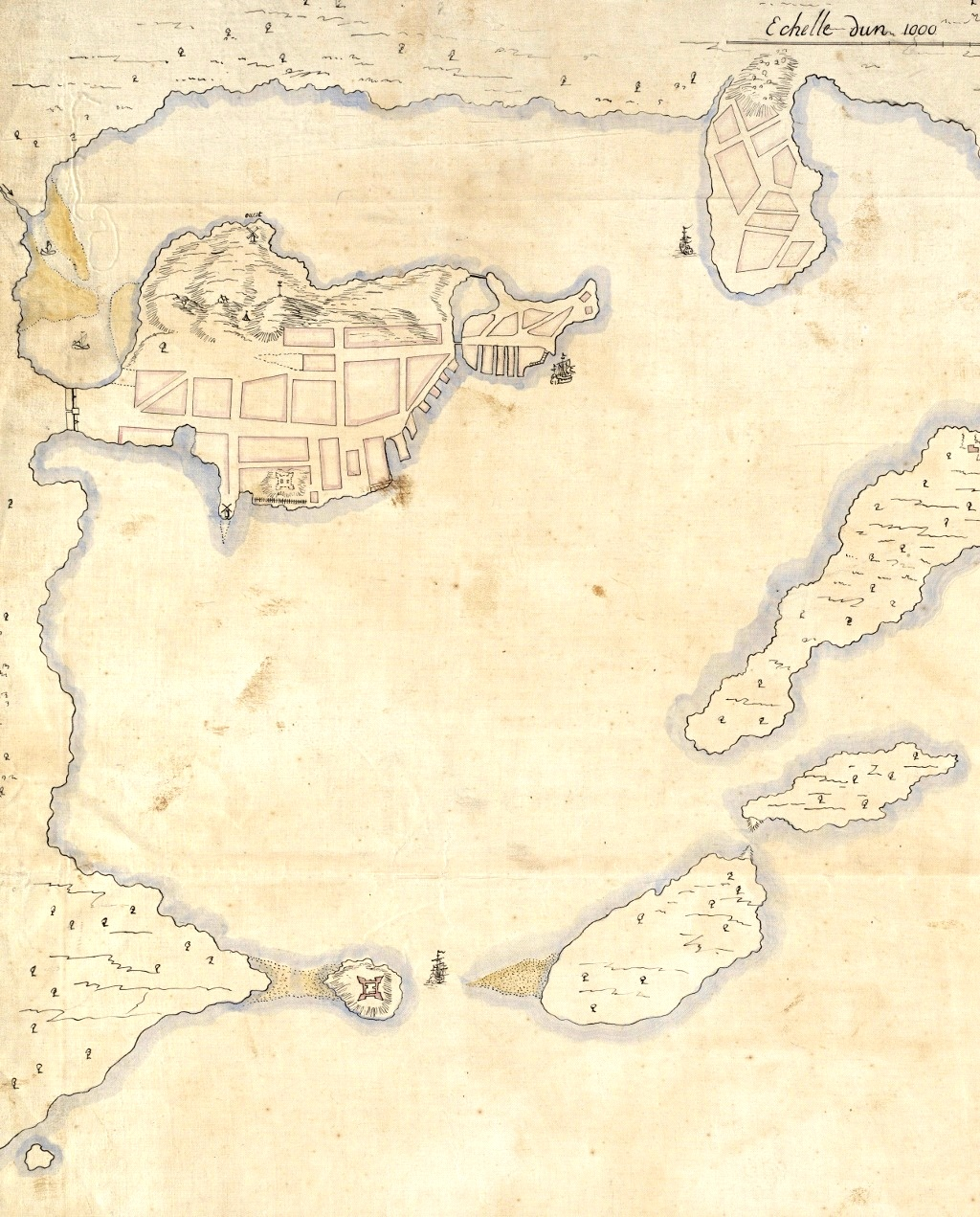
Dans ce détail d'une carte de 1692, la péninsule de Boston est visible en haut à gauche avec la péninsule de Charlestown à droite. Le Fort William est visible sur l'île au sud et le Fort Mary se trouve dans la partie inférieure de la péninsule de Boston.

Vers 5 heures le matin du 18 avril, des compagnies de la milice commencèrent à se rassembler en dehors de Boston à Charlestown de l'autre côté de la rivière Charles et à Roxbury à l'extrémité de l'isthme reliant Boston au continent. Vers 8 heures, les compagnies de Charlestown montèrent à bord d'embarcations pour traverser la rivière tandis que celles de Roxbury remontèrent l'isthme jusqu'à la ville. Simultanément, des comploteurs de l'Ancient and Honorable Artillery Company entrèrent dans les habitations des tambours et confisquèrent leur équipement. Rejoints par une large foule, les compagnies de la milice se rencontrèrent vers 8 h 30 et commencèrent à arrêter les dirigeants militaires et politiques du dominion. Les miliciens encerclèrent finalement Fort Mary où se trouvait Andros.
Le capitaine John George de la frégate HMS Rose fut l'un des premiers prisonniers lorsqu'il quitta son navire entre 9 et 10 heures. Il fut accueilli par une section de miliciens et par le charpentier du navire, qui avait rejoint les rebelles. Lorsque George demanda à voir un mandat d'arrestation, les miliciens sortirent leurs sabres et l'emmenèrent en détention. Vers 10 heures, la plupart des officiels du dominion avaient été arrêtés ou s'étaient réfugiés à Fort William ou dans les autres lieux fortifiés. Les anglicans de Boston furent rassemblés par la foule. Peu avant midi, un drapeau orange fut levé sur Beacon Hill pour signaler l'entrée de 1 500 autres miliciens dans la ville. Ces troupes se rassemblèrent sur la place du marché où une déclaration fut lue. Dans celle-ci, les meneurs du soulèvement revendiquaient « la noble garantie du prince d'Orange » et avançaient que la révolte était la réponse à un « ignoble complot papiste ».
Les membres de l'ancienne administration du Massachusetts, menés par l'ex-gouverneur Simon Bradstreet, pressèrent alors Andros de se rendre pour sa propre sécurité en citant la foule qui selon eux était « totalement ignorante ». Il refusa et essaya de s'échapper en embarquant sur le HMS Rose. Une chaloupe envoyée par le HMS Rose fut interceptée par la milice et Andros fut obligé de retourner dans le Fort Mary. Les négociations se poursuivirent et Andros accepta de quitter le fort pour rencontrer le conseil rebelle. Sous bonne garde, il fut emmené jusqu'à la maison où le conseil s'était rassemblé. On lui annonça qu'il était en état d'arrestation, et il fut emmené dans la résidence d'un membre de l'administration du dominion, John Usher,.
Le HMS Rose et Fort William refusèrent initialement de se rendre. Le 19, lorsque l'équipage du navire apprit que le capitaine voulait aller en France pour rejoindre Jacques en exil, une dispute éclata et les marins protestants abaissèrent le gréement du navire. Après avoir vu cela, les soldats du Fort Wiliams se rendirent.

## Conséquences

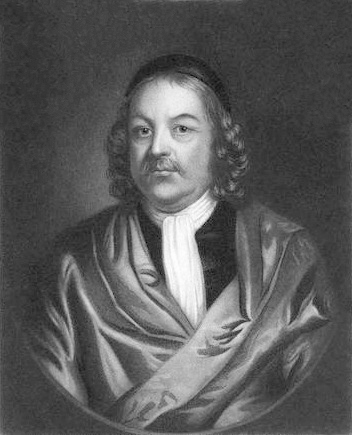
L'ancien gouverneur du Massachusetts, Simon Bradstreet.

Après la chute de Fort Mary le 19 avril, Andros y fut emmené et interné avec d'autres officiels du dominion comme Joseph Dudley (en) jusqu'au 7 juin lorsqu'ils furent transférés au Fort William. Selon une rumeur largement répandue, il aurait tenté de s'échapper en portant des habits de femme. Néanmoins, le pasteur anglican de Boston, Robert Ratcliff, avança que cette histoire, comme bien d'autres, « n'avaient pas la moindre once de vérité » et qu'elles étaient des « mensonges et des inventions » propagés pour « rendre le gouverneur odieux aux yeux de son peuple ». Andros parvint cependant à s'échapper du Fort William le 2 août, après que ses serviteurs eurent corrompu les sentinelles avec de l'alcool. Il réussit à rejoindre Rhode Island mais il fut repris et gardé à l'isolement. Lui et les autres personnages officiels arrêtés à la suite du soulèvement furent détenus durant 10 mois, avant d'être envoyés en Angleterre pour y être jugés. Les représentants du Massachusetts à Londres refusèrent de signer les documents énumérant les accusations contre Andros, et il fut donc rapidement acquitté et libéré. Il fut nommé par la suite gouverneur des colonies de Virginie et du Maryland.
Lorsque les autres colonies de Nouvelle-Angleterre apprirent le renversement d'Andros, les anciennes autorités coloniales reprirent leurs fonctions de gouvernement. Rhode Island et le Connecticut remirent en place une administration suivant les principes de leurs anciennes chartes et le Massachusetts fit de même après avoir été administré par un comité composé de magistrats, de représentants de la colonie de la baie du Massachusetts et de la plus grande partie des conseillers d'Andros. Le comité fut dissous après que certains dirigeants de Boston eurent considéré que les rebelles radicaux avaient un trop grand pouvoir. Le New Hampshire fut temporairement laissé sans gouvernement formel et il fut contrôlé par le Massachusetts et son gouverneur, Simon Bradstreet. La colonie de Plymouth fut également recréée.
Durant sa captivité, Andros put envoyer un message à Francis Nicholson, son lieutenant-gouverneur basé à New York. Nicholson reçut la demande de soutien au milieu du mois de mai, mais la plupart de ses troupes avaient été envoyées dans le Maine et, du fait de la montée des tensions à New York, il fut incapable de prendre des mesures effectives. Nicholson fut d'ailleurs renversé par une faction menée par Jacob Leisler, et s'enfuit en Angleterre. Leisler gouverna New York jusqu'en 1691, lorsqu'un détachement de soldats arriva avec Henry Sloughter, qui avait été nommé gouverneur par la Couronne. Leisler fut jugé pour haute trahison et exécuté.
Après la répression de la rébellion de Leisler et la réinstallation des gouvernements coloniaux en Nouvelle-Angleterre, aucune tentative ne fut faite pour restaurer le dominion. Devant le fait accompli, à la suite de l'arrestation d'Andros, les discussions à Londres se concentrèrent sur le Massachusetts et sa charte révoquée. En 1691, il fut décidé de créer la province de la baie du Massachusetts en rassemblant le Massachusetts avec la colonie de Plymouth, sans charte, et des territoires appartenant à New York comme Nantucket, Martha's Vineyard, les îles Elizabeth et des portions du Maine. Increase Mather ne parvint à pas obtenir la restauration de l'ancien pouvoir puritain car la nouvelle charte prévoyait la nomination d'un gouverneur par le souverain et la tolérance religieuse,.

## Sources
- (en) Cet article est partiellement ou en totalité issu de l’article de Wikipédia en anglais intitulé « 1689 Boston revolt » (voir la liste des auteurs).